# Los infiernos

## Localización geográfica
Los Infiernos están ubicados en la localidad española de Horcajuelo, perteneciente al municipio de Brabos.

## Descripción
Los Infiernos son una cárcava formada por la acción del agua sobre el terreno. Predominan las rocas sedimentarias, gravas y arcillas. La falta de homogeneidad en la dureza de los materiales, junto con la pendiente del terreno y una suficiente extensión de la cuenca como para recoger el agua necesaria, hace que ésta moldee caprichosamente el terreno, originando la cárcava. Por esta zona de la Sierra de Ávila es habitual que las cárcavas se formen sobre terrenos donde predominan las arcillas, pero en la composición de los materiales de los Infiernos están presentes el hierro (que se manifiesta en las tonalidades rojizas) y el azufre (con tonalidades amarillas y ocres). Son este juego de tonalidades las que se intuyen que dan origen al topónimo de este zona, pues parece que la cárcava "emerge" del mismo infierno.
El agua da forma a las rocas de tal forma, que se pueden distinguir siluetas como "El cocodrilo", "La foca", "La tortuga", así como "La Virgen María y San José".

## Galería

Cañón de Los Infiernos
Forma de cocodrilo en el Cañón de Los Infiernos
Forma de tortuga en Los Infiernos